# دي موين (آيوا)
دي موين (بالإنجليزية: Des Moines‏ /d[invalid input: 'ɨ']ˈmɔɪn/ ) هي عاصمة ولاية آيوا الأمريكية وأكبر مدنها من حيث عدد السكان. كما أنها مقر مقاطعة بولك. يمتد جزء صغير من المدينة إلى مقاطعة وارين. تأسست المدينة بتاريخ 22 سبتمبر عام 1851، باسم فورت دي موين والذي اختصر ليصبح «دي موين» عام 1857. وقد سُمّيت المدينة على اسم نهر دي موين، والذي قد يكون تم ملائمته من الاسم الفرنسي: Rivière des Moines والذي يعني «نهر الرهبان». بلغ عدد سكان المدينة 203,433 نسمة حسب تعداد 2010. تمتد منطقة دي موين الحضرية على خمس مقاطعات وتحتل المرتبة 91 من حيث عدد السكان في الولايات المتحدة بواقع 599,789 نسمة وفقا لتقديرات عام 2013 من قبل مكتب تعداد الولايات المتحدة. تقع مدينة دي موين في الجنوب الأوسط لولاية آيوا. يجري في جنوب المدينة نهر دي موين ونهر راكون اللذان يعتبران المصدرين الأساسيين للمياه في المدينة. مساحتها 200.1 كم2 (77.2 ميل مربع).
تعد دي موين مركزا رئيسيا لأعمال التأمين في الولايات المتحدة وبها خدمات مالية كبيرة وقاعدة لشركات النشر. وقد ووصفت المدينة بأنها «النقطة الأولى لشركات التأمين الأمريكية» في مقالة بزنيس واير وعدتها ثالث أكبر «عاصمة تأمين» في العالم. المدينة هي المقر الرئيسي للمجموعة المالية الرئيسية، وهي شركة ميريديث، روان النقل، شركات التأمين إي إم سي، وويلمارك بلو كروس بلو شيلد. والشركات الكبرى الأخرى مثل ويلز فارجو، فويا المالية، الشركة الوطنية للتأمين المتبادل، إيس المحدودة، مارش، مونسانتو وبيونير هاي بريد كلها تملك أعمال كبيرة في المنطقة الحضرية أو قربها. وفي السنوات الأخيرة قامت شركات مايكروسوفت، هيوليت باكارد، فيسبوك  ببناء مرافق معالجة البيانات في منطقة دي موين. كما وصفتها مجلة فوربس بأنها «أفضل مكان للأعمال» في كل من 2010 و 2013. في عام 2014، كما وصفتها ان بي سي بأنها «أغنى مدينة في أمريكا»، وفقا لمعاييرها.
دي موين هي مدينة هامة في السياسة الرئاسية الأمريكية، فهي موقع أول مجموعات من دورات الرئاسة الأولية. وقد أقام العديد من مرشحي الرئاسة مقرا لحملاتهم في دي موين. وفي مقال نشرته صحيفة نيويورك تايمز في عام 2007، ذكر فيه: «إن رغبتم بمشاهدة مرشحين للرئاسة بأقرب ما يكون، فلا يوجد مكان أفضل من دي موين».

## التركيبة السكانية
قام مكتب تعداد الولايات المتحدة بتحديد بيانات التركيبة السكانية لدي موين في تعداد الولايات المتحدة. في ما يلي، التركيبة السكانية حسب تعدادي 2000 و 2010.

### تعداد عام 2000
بلغ عدد سكان ديس لاكس 209 نسمة بحسب تعداد عام 2000، وبلغ عدد الأسر 75 أسرة وعدد العائلات 63 عائلة مقيمة في المدينة. في حين سجلت الكثافة السكانية 390.1 نسمة لكل ميل مربع (150.6/كم2). وبلغ عدد الوحدات السكنية 76 وحدة بمتوسط كثافة قدره 141.9 نسمة لكل ميل مربع (54.8/كم2).
وتوزع التركيب العرقي للمدينة بنسبة 99.04% من البيض و 0.48% من الأمريكيين الأصليين و 0.48% من عرقين مختلطين أو أكثر.
بلغ عدد الأسر 75 أسرة كانت نسبة 36.0% منها لديها أطفال تحت سن الثامنة عشر تعيش معهم، وبلغت نسبة الأزواج القاطنين مع بعضهم البعض 72.0% من أصل المجموع الكلي للأسر، ونسبة 6.7% من الأسر كان لديها معيلات من الإناث دون وجود شريك، وكانت نسبة 16.0% من غير العائلات. تألفت نسبة 14.7% من أصل جميع الأسر من أفراد ونسبة 6.7% كانوا يعيش معهم شخص وحيد يبلغ من العمر 65 عاماً فما فوق. وبلغ متوسط حجم الأسرة المعيشية 3.06، أما متوسط حجم العائلات فبلغ 2.79.
بلغ العمر الوسطي للسكان 37 عاماً. وكانت نسبة 27.3% من القاطنين تحت سن الثامنة عشر، وكانت نسبة 7.7% بين الثامنة عشرة والأربعة وعشرين عاماً، ونسبة 30.6% كانت واقعةً في الفئة العمرية ما بين الخامسة والعشرين والأربعة وأربعين عاماً، ونسبة 24.9% كانت ما بين الخامسة والأربعين والرابعة والستين، ونسبة 9.6% كانت ضمن فئة الخامسة والستين عاماً فما فوق. يوجد لكل 100 أنثى 109.0 ذكر، ويوجد لكل 100 أنثى في الثامنة عشر من عمرها فما فوق 114.1 ذكر.
بلغ متوسط دخل الأسرة في المدينة 36,250 دولار، أما متوسط دخل العائلة فبلغ 36,875 دولار. وكان متوسط دخل الذكور 22,125 دولار مقابل 15,000 دولار للإناث. وسجل دخل الفرد الخاص بالمدينة 12,369 دولار. وكانت نسبة 6.2% من العائلات ونسبة 8.4% من السكان تحت خط الفقر، وكان من هؤلاء نسبة 12.5% تحت سن الثامنة عشر ولا أحد منهم في الخامسة والستين من العمر وما فوق.

### تعداد عام 2010
بلغ عدد سكان دي موين 203,433 نسمة بحسب تعداد عام 2010، وبلغ عدد الأسر 81,369 أسرة وعدد العائلات 47,491 عائلة مقيمة في المدينة.
وتوزع التركيب العرقي للمدينة بنسبة 76.4% من البيض و 0.5% من الأمريكيين الأصليين و 4.4% من الأمريكيين ذوي الأصول الآسيوية و 0.1% من سكان جزر المحيط الهادئ و 10.2% من الأمريكيين الأفارقة و 3.4% من عرقين مختلطين أو أكثر.
بلغ عدد الأسر 81,369 أسرة كانت نسبة 31.6% منها لديها أطفال تحت سن الثامنة عشر تعيش معهم، وبلغت نسبة الأزواج القاطنين مع بعضهم البعض 38.9% من أصل المجموع الكلي للأسر، ونسبة 14.2% من الأسر كان لديها معيلات من الإناث دون وجود شريك، بينما كانت نسبة 5.3% من الأسر لديها معيلون من الذكور دون وجود شريكة وكانت نسبة 41.6% من غير العائلات. تألفت نسبة 32.5% من أصل جميع الأسر من أفراد ونسبة 9.4% كانوا يعيش معهم شخص وحيد يبلغ من العمر 65 عاماً فما فوق. وبلغ متوسط حجم الأسرة المعيشية 3.11، أما متوسط حجم العائلات فبلغ 2.43.
بلغ العمر الوسطي للسكان 33.5 عاماً. وكانت نسبة 24.8% من القاطنين تحت سن الثامنة عشر، وكانت نسبة 10.9% بين الثامنة عشرة والأربعة وعشرين عاماً، ونسبة 29.4% كانت واقعةً في الفئة العمرية ما بين الخامسة والعشرين والأربعة وأربعين عاماً، ونسبة 23.9% كانت ما بين الخامسة والأربعين والرابعة والستين، ونسبة 11% كانت ضمن فئة الخامسة والستين عاماً فما فوق. وتوزع التركيب الجنسي للسكان بنسبة 48.9% ذكور و 51.1% إناث.

## وصلات خارجية
- الموقع الرسمي